# حفیظ‌الله نورستانی
حفیظ‌الله «وفا» نورستانی (۱۲۹۶–۱۳۸۵) نقاش، شاعر و خطاط اهل افغانستان بود.

## زندگی
او در سال ۱۲۹۶ در خانواده‌ای سرشناس در پکتیا متولد شد. وفا از دانش‌آموختگان مکتب صنایع نفیسهٔ کابل و از شاگردان کریم شاه خان بود. او از استادان مکتب استقلال و لیسۀ امانی (نجات) بود.